# Chéu
Chéu est une commune française située dans le département de l'Yonne en région Bourgogne-Franche-Comté.

## Géographie

### Climat
Pour des articles plus généraux, voir Climat de la Bourgogne-Franche-Comté et Climat de l'Yonne.
En 2010, le climat de la commune est de type climat océanique dégradé des plaines du Centre et du Nord, selon une étude du Centre national de la recherche scientifique s'appuyant sur une série de données couvrant la période 1971-2000. En 2020, Météo-France publie une typologie des climats de la France métropolitaine dans laquelle la commune est exposée à un climat océanique altéré et est dans la région climatique  Lorraine, plateau de Langres, Morvan, caractérisée par un hiver rude (1,5 °C), des vents modérés et des brouillards fréquents en automne et hiver. 
Pour la période 1971-2000, la température annuelle moyenne est de 10,6 °C, avec une amplitude thermique annuelle de 15,7 °C. Le cumul annuel moyen de précipitations est de 720 mm, avec 11,5 jours de précipitations en janvier et 7,7 jours en juillet. Pour la période 1991-2020, la température moyenne annuelle observée sur la station météorologique de Météo-France la plus proche, « Ligny-le-Châtel », sur la commune de Ligny-le-Châtel à 7 km à vol d'oiseau, est de 11,5 °C et le cumul annuel moyen de précipitations est de 772,9 mm. 
La température maximale relevée sur cette station est de 40,7 °C, atteinte le 7 août 2003 ; la température minimale est de −22 °C, atteinte le 16 janvier 1985,,. 
Les paramètres climatiques de la commune ont été estimés pour le milieu du siècle (2041-2070) selon différents scénarios d'émission de gaz à effet de serre à partir des nouvelles projections climatiques de référence DRIAS-2020. Ils sont consultables sur un site dédié publié par Météo-France en novembre 2022.

## Urbanisme

### Typologie
Au 1er janvier 2024, Chéu est catégorisée commune rurale à habitat dispersé, selon la nouvelle grille communale de densité à sept niveaux définie par l'Insee en 2022.
Elle est située hors unité urbaine. Par ailleurs la commune fait partie de l'aire d'attraction de Saint-Florentin, dont elle est une commune de la couronne,. Cette aire, qui regroupe 19 communes, est catégorisée dans les aires de moins de 50 000 habitants,.

### Occupation des sols
L'occupation des sols de la commune, telle qu'elle ressort de la base de données européenne d’occupation biophysique des sols Corine Land Cover (CLC), est marquée par l'importance des territoires agricoles (74,1 % en 2018), en diminution par rapport à 1990 (82,2 %). La répartition détaillée en 2018 est la suivante : 
terres arables (51,4 %), zones agricoles hétérogènes (18,1 %), milieux à végétation arbustive et/ou herbacée (7,5 %), forêts (6,9 %), zones urbanisées (6,5 %), prairies (4,6 %), zones industrielles ou commerciales et réseaux de communication (3,9 %), espaces verts artificialisés, non agricoles (1,1 %). L'évolution de l’occupation des sols de la commune et de ses infrastructures peut être observée sur les différentes représentations cartographiques du territoire : la carte de Cassini (XVIIIe siècle), la carte d'état-major (1820-1866) et les cartes ou photos aériennes de l'IGN pour la période actuelle (1950 à aujourd'hui).

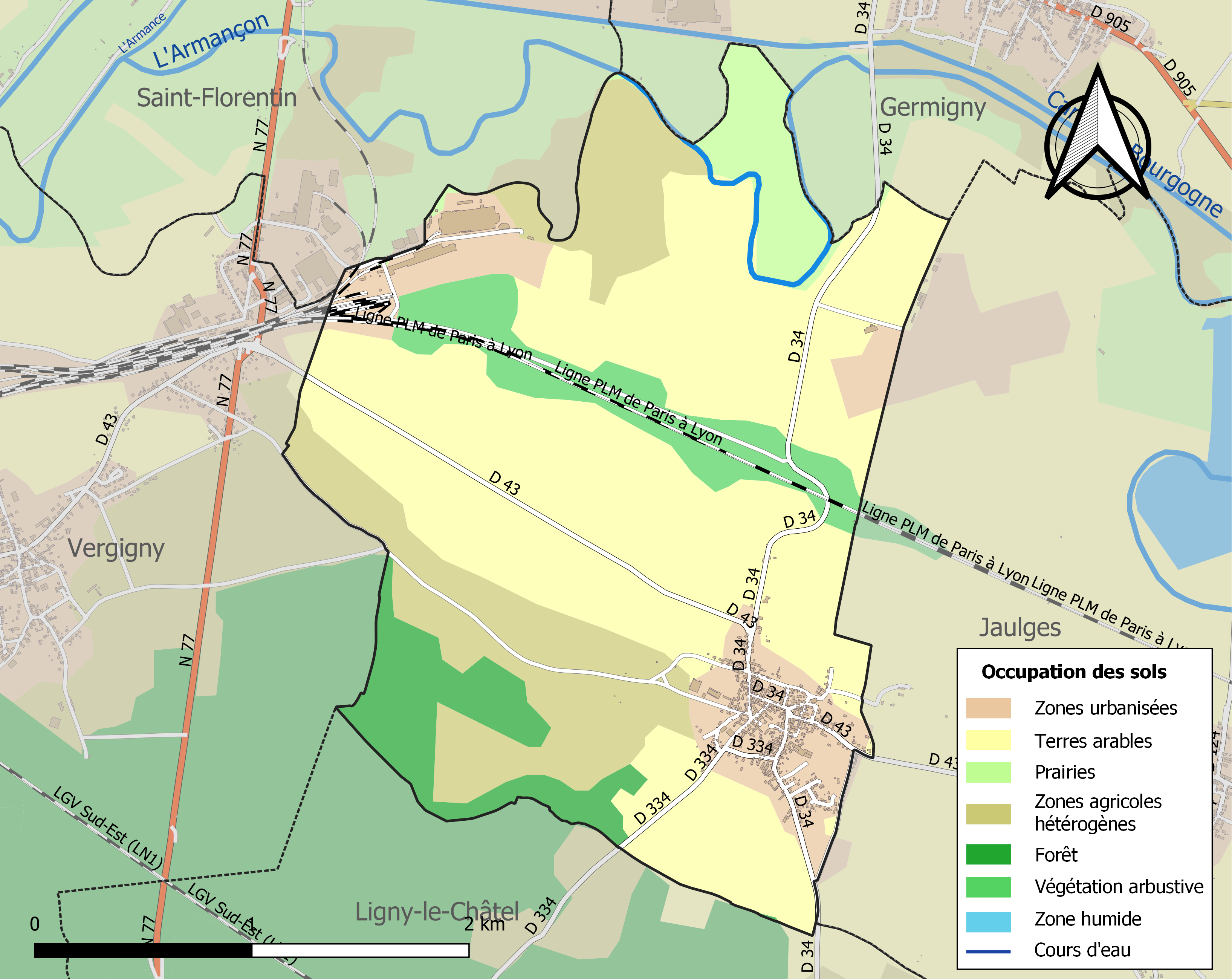
Carte des infrastructures et de l'occupation des sols de la commune en 2018 (CLC).

## Toponymie
Le nom de la localité est attesté sous la forme Cadugius en 680.
Peut-être d'un *Catudius (fundum), anthroponyme hypothétique basé sur le nom de personne gaulois Catus ou nom de personne gaulois *Catuagio [Cat(u)-ag-io-] « qui livre bataille », peut-être lecture correcte pour Catacius (DAG 705, 809).

## Histoire
Le village de Chéu  a une longue tradition de sorcellerie du VIe siècle semble-t-il jusqu’en 1829 date à laquelle le village brûla entièrement dans un incendie et fut considéré comme purifié. Le site isolé du Sauvat, en bordure de forêt, était, dit-on, un des lieux du sabbat.
Un manuscrit écrit, semble-t-il aux alentours des années 1870, par le curé de Chéu, de l’époque, nous dit les choses suivantes :

« Mon prédécesseur m’avait mis en garde : cette paroisse n’est pas comme les autres, il y plane encore l’esprit du démon. D’après lui, la réputation de repaire de sorciers et surtout de sorcière du village remonterait au VIe siècle. Sans doute est-ce exagéré, mais qui sait ?
Ici, la moindre querelle entre ménagère, ou entre paysans dégénérait en vendetta. Les parents, puis leurs enfants, et les enfants de ces enfants, et ainsi de suite se détestaient cordialement. On se jetait des sorts, on accusait la famille adverse d’être genoche (sorcière NDLR). Il n’était pas une famille dans le pays qui n’avait pas ainsi ses ennemis.
Aussi, on conte des scènes inouïes, des vaches qui dans les pâtures devenaient folles, comme piquées par des essaims de guêpes ; des grand-mères presque grabataires qui avaient la danse de Saint-Guy ; des jeunes filles supposées pures qui devenaient hystériques et qui criaient à gorge déployée les pires insanités ; des moutons qui se battaient entre eux ; des vaches qui devenaient sèche entre deux traites… Pas une maison, pas une étable qui n’avait son talisman, pierre trouée naturellement, hibou cloué par les ailes, tête de loup… La nuit, on entendait des miaulements, des cris qu’on ne savait définir, humain ou non.
Les curés combattirent ce fléau envoyé par le démon. Ils bénirent les maisons, les hommes, les animaux. Ils fustigèrent les actes du démon. On érigea des crucifix au coin des rues. Mais le ne changeait guère : un enfant tombait-il malade ? On accusait la voisine, on disait l’avoir vue au s’en allant au sabbat, à Savoye.
Les juges suivirent les curés. On brula quelques sorcières, ou plutôt des femmes qu’on disait être sorcières. On brûla même des enfants, les anciens registres en font foi.
Mais Chéu restait domaine du démon. Le parlement de Paris s’en mêla lui aussi. On décida de recourir au jugement de Dieu : On jetait un homme garrotté dans l’eau ; s’il surnageait, il était innocent ; s’il coulait, c’était sous le poids de ses péchés et donc il était coupable.
À Chéu, on jeta ainsi à l’eau des dizaines et des dizaines d’hommes, de femmes et d’enfants. Les juges et les religieux furent ébahis du résultat : tous surnagèrent, alors qu’il paraissait évident qu’il y avait parmi eux au moins une sorcière, sinon plusieurs.
Devant pareil phénomène, on crut à une ruse du démon : sans doute, pensait-on avait-il trouvé une parade. On laissa tous ces gens rentrer chez eux, non sans décider de réfléchir à un autre moyen de départager bons chrétiens et suppôts de Satan.
Et c’est ainsi qu’en toute la France, Chéu fut la seule paroisse à bénéficier d’un jugement de Dieu tout à fait original : les autorités firent ériger un vaste bûcher au bord de l’eau ; les soldats capturaient quelques villageois, qui solidement ligotés, étaient jetés à l’eau, à charge pour Dieu de reconnaitre les siens. Celui qui se noyait était bon chrétien : Dieu l’avait rappelé à Lui, et on faisait un enterrement digne de ce nom ; quant à celui qui remontait à la surface, c’est donc que Dieu, épouvanté par son pacte diabolique n’en avait pas voulu : on le repêchait et aussitôt on le jetait sur le bûcher.
Les paroissiens de Chéu, pendant des siècles, eurent donc à craindre une mort par noyade ou par grillade. En 1691, le parlement de Paris ordonna de revenir à l’interprétation traditionnelle du jugement de Dieu : celui qui surnageait était sauvé.
Ce n’est guère qu’en 1829 que la paroisse perdit sa réputation maléfique : un incendie ravagea complètement le village, qui fut donc ainsi purifié. »

## Politique et administration
| Période | Période  | Identité           | Étiquette | Qualité |
| ------- | -------- | ------------------ | --------- | ------- |
| 1977    | 1981     | Alain Brière       |           |         |
| 1981    | 1983     | Maurice Palvassier |           |         |
| 1983    | 1998     | Claude Clémendot   |           |         |
| 1998    | 2008     | Jean Claude Viault |           |         |
| 2008    | en cours | Maurice Hariot     | LR        |         |

## Démographie
L'évolution du nombre d'habitants est connue à travers les recensements de la population effectués dans la commune depuis 1793. Pour les communes de moins de 10 000 habitants, une enquête de recensement portant sur toute la population est réalisée tous les cinq ans, les populations de référence des années intermédiaires étant quant à elles estimées par interpolation ou extrapolation. Pour la commune, le premier recensement exhaustif entrant dans le cadre du nouveau dispositif a été réalisé en 2007.

En 2022, la commune comptait 532 habitants, en évolution de −3,62 % par rapport à 2016 (Yonne : −1,95 %, France hors Mayotte : +2,11 %).
| 1793 | 1800 | 1806 | 1821 | 1831 | 1836 | 1841 | 1846 | 1851 |
| ---- | ---- | ---- | ---- | ---- | ---- | ---- | ---- | ---- |
| 422  | 463  | 469  | 620  | 662  | 661  | 652  | 682  | 676  |

| 1856 | 1861 | 1866 | 1872 | 1876 | 1881 | 1886 | 1891 | 1896 |
| ---- | ---- | ---- | ---- | ---- | ---- | ---- | ---- | ---- |
| 671  | 668  | 684  | 676  | 645  | 627  | 640  | 621  | 583  |

| 1901 | 1906 | 1911 | 1921 | 1926 | 1931 | 1936 | 1946 | 1954 |
| ---- | ---- | ---- | ---- | ---- | ---- | ---- | ---- | ---- |
| 536  | 505  | 470  | 457  | 462  | 422  | 480  | 444  | 444  |

| 1962 | 1968 | 1975 | 1982 | 1990 | 1999 | 2006 | 2007 | 2012 |
| ---- | ---- | ---- | ---- | ---- | ---- | ---- | ---- | ---- |
| 442  | 436  | 540  | 496  | 506  | 439  | 513  | 524  | 540  |

| 2017 | 2022 | - | - | - | - | - | - | - |
| ---- | ---- | - | - | - | - | - | - | - |
| 558  | 532  | - | - | - | - | - | - | - |

## Culture locale et patrimoine

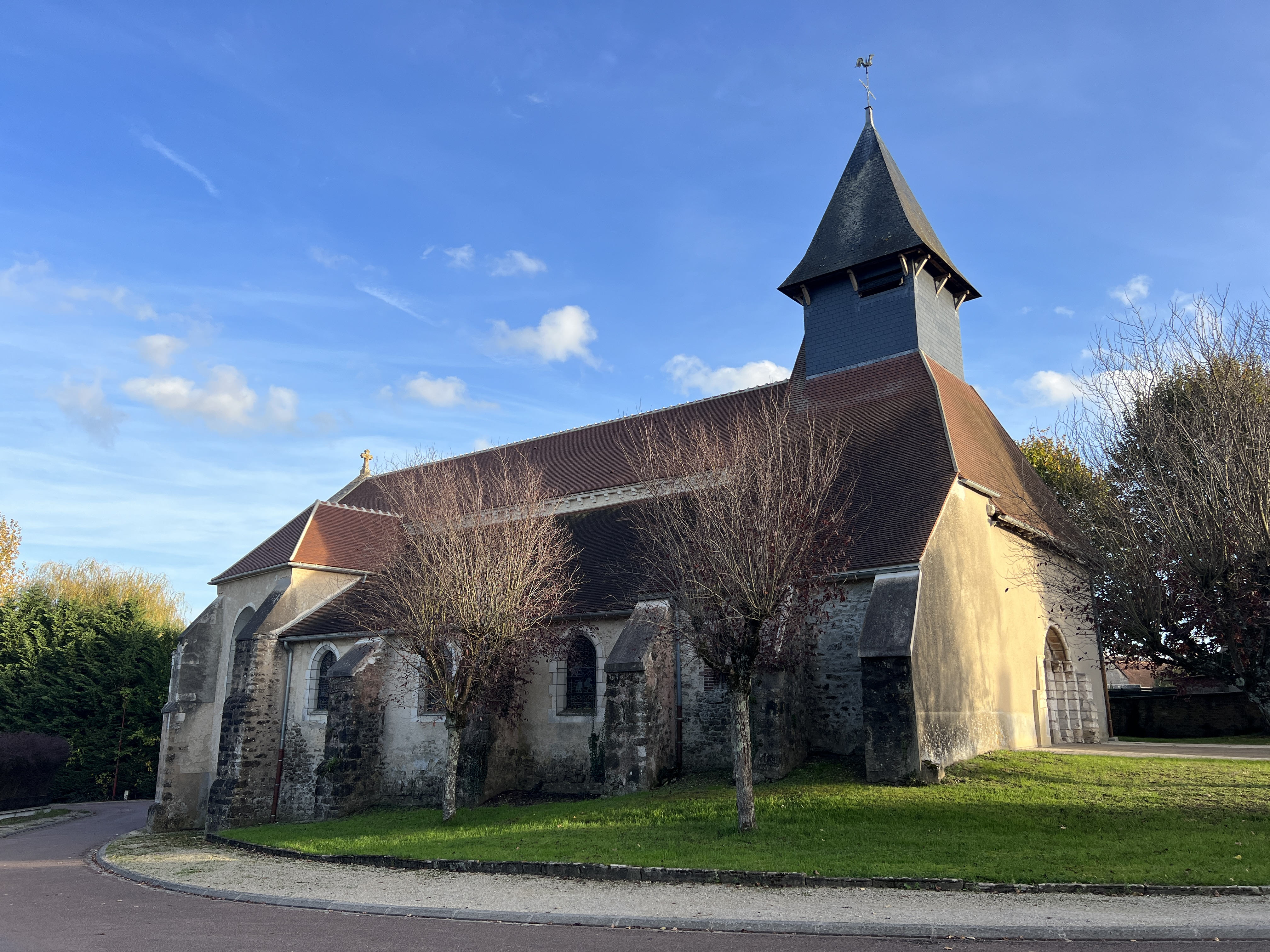
Église Saint-Martin.

### Lieux et monuments
Chéu dispose d'un aérodrome hébergeant des activités de loisir tels que le vol à voile, le vol sur ULM et avions et le parachutisme.
Cette plateforme bénéficie d'un rayonnement important dans la région, en France et en Europe grâce au dynamisme de son centre de vol à voile qui a su rendre ce sport accessible à tous.
De nombreux clubs français et étrangers profitent de cet environnement très favorable et des attraits de la Bourgogne pour y organiser des stages de formation.

## Pour approfondir